# Rodney King
Rodney Glen King (Sacramento, California; 2 de abril de 1965-Rialto, California; 17 de junio de 2012) fue un taxista estadounidense negro conocido por haber sido golpeado violentamente por varios agentes de policía blancos de Los Ángeles el 3 de marzo de 1991, después de haber sido perseguido mientras estaba en libertad condicional por robo. El hecho fue grabado en vídeo y ampliamente emitido por televisión, la absolución de los agentes agresores provocó la reacción de la población negra desatando los disturbios de Los Ángeles de 1992.

## Biografía
Nació en Sacramento y se crio en Altadena. Su padre Ronald murió en 1984 a los 42 años.
Padre de tres hijas, contrajo matrimonio con Crystal Waters y luego con Danetta. Su última pareja fue Cynthia Kelly.

## Sentencia
En noviembre de 1989, robó en una tienda de Monterey Park, en la que golpeó con un bate al propietario. Fue declarado culpable y sentenciado a dos años de prisión.

### Suceso del apaleamiento
Trabajando como taxista el domingo 3 de marzo de 1991, fue perseguido en la autopista por la policía a altas velocidades. King se negó a detenerse cuando se le indicaba con las luces y las sirenas. Tras saltarse varios semáforos y señales de alto, se paró en el distrito de Lake View Terrace. King, que tenía antecedentes de conducción bajo los efectos del alcohol y del que se creía que había consumido fenciclidina, se resistió al arresto y fue derribado, inmovilizado y golpeado con porras por cuatro miembros del LAPD, estando esposado. 
También se le acusa de haber intentado arrebatar el arma de uno de los agentes, aunque ese suceso, supuestamente ocurrido al principio del altercado, no fue captado en el vídeo que lo grabó todo. En una entrevista posterior, King admitió que al estar en libertad condicional temía ser devuelto a prisión por violaciones del régimen. El incidente fue grabado por George Holliday junto a su pareja Eugenia, unos videoaficionados, con su cámara Sony. 
La grabación dio la vuelta al mundo, convirtiéndose en un importante argumento para los activistas pro minorías de Los Ángeles y de Estados Unidos en general (los medios de comunicación mostraron varias secuencias del vídeo en repetidas ocasiones). 
El fiscal del distrito de Los Ángeles acusó a los cuatro agentes de uso excesivo de fuerza durante la paliza. Debido a la amplia cobertura del suceso, el juicio fue llevado a un nuevo juzgado en Simi Valley, una zona predominantemente blanca de la ciudad de Ventura County. Al contrario de lo creído popularmente, ningún residente de Simi Valley formó parte del jurado, que había sido escogido en el condado de Los Ángeles. El jurado fue, sin embargo, reclutado en el cercano Valle de San Fernando, también blanco en su mayoría. El 29 de abril de 1992, el jurado rechazó todas menos una de las acusaciones.

## Muerte
El domingo 17 de junio de 2012, la muerte de Rodney King fue atribuida a un ahogamiento accidental en su piscina. Las autoridades determinaron que había indicios de drogas y alcohol en su sistema en el momento de su fallecimiento. 